# New Faces Award

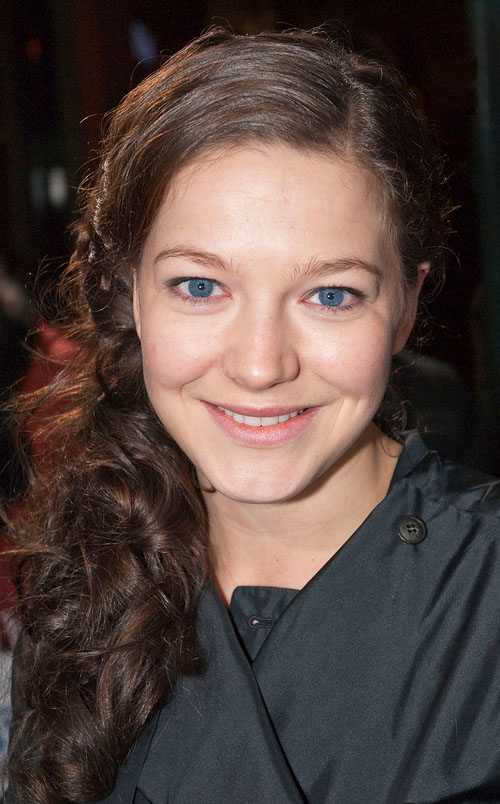
Hannah Herzsprung, beste Nachwuchsschauspielerin 2007

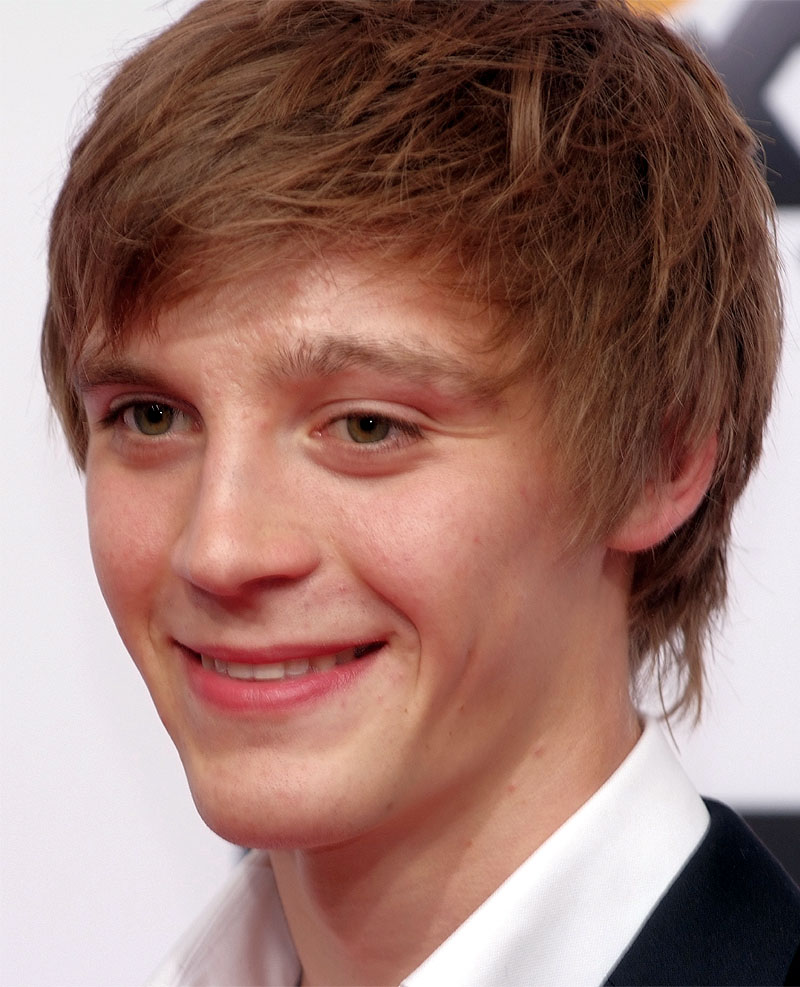
Jonas Nay, Nachwuchsdarsteller des Jahres 2012

Der New Faces Award (englisch für „Neue-Gesichter-Preis“) ist ein Nachwuchspreis, der seit 1998 von der deutschen Wochenzeitschrift Bunte vergeben wird. Die Illustrierte gehört zu Hubert Burda Media. Jährlich werden vielversprechende Talente aus den Bereichen Film („New Faces Award Film“), Mode („New Faces Award Style“) und Musik („New Faces Award Music“) ausgezeichnet. Die Gewinner erhalten eine Trophäe in Form eines roten Panthers aus Plexiglas. Einige Kategorien waren früher mit einem Preisgeld in Höhe von bis zu 10.000 Euro dotiert.

## Geschichte
Die Auszeichnung wurde von Patricia Riekel, damalige Chefredakteurin der Bunte, und Philipp Welte, damaliger Geschäftsführer der Burda People Group, ins Leben gerufen. Als „kleiner Bruder“ zum renommierten Medienpreises Bambi konzipiert, sollte der New Faces Award auf junge Talente aufmerksam machen, „deren Leistung eine erfolgreiche Zukunft verspricht“. Die erste Verleihung fand im November 1998 in den Kölner Balloni-Hallen vor 600 Gästen statt, bei der aus zehn Fernsehmoderatoren ein Sieger durch eine elfköpfige Expertenjury ermittelt wurde. Erste Gewinnerin des Preises war Eve-Maren Büchner, Moderatorin des Sat.1-Magazins Blitzlicht. Daraufhin sollten jährlich auf getrennten Preisverleihungen in Hamburg, Berlin und München Preisträger in den Kategorien Film, Fernsehen, Musik und Sport ausgezeichnet werden. Eine Preisverleihung in der Sparte Sport fand nie statt. Die Gala für talentierte Musiker wurde nach wenigen Jahren eingestellt, jedoch 2018 wieder aufgenommen. Die Kategorie Film berücksichtigt mittlerweile auch Leistungen von Fernsehdarstellern.

## New Faces Award Film
Erstmals wurde der New Faces Award Film am 16. Juni 1999 im Berliner Estrel Festival Center unter zehn Kinodarstellern von einer Expertenjury vergeben. Erste Preisträgerin war die damals 18-jährige Cosma Shiva Hagen. Seitdem fand die Preisverleihung an wechselnden Orten in Berlin, stets einen Tag vor der Verleihung des Deutschen Filmpreises, statt. Im Jahr 2006 wurde die Auszeichnung erstmals in Kooperation mit der Deutschen Filmakademie verliehen. Ab 2002 wurde der Nachwuchsdarsteller-Preis nach Geschlechtern getrennt in einer mehrwöchigen Publikumswahl von den Lesern der Zeitschrift Bunte gewählt. Seit 2009 entscheidet über die Vergabe wieder eine Expertenjury, die in der Regel acht bis neun Mitglieder umfasst. Seit 2007 werden auch Darstellerleistungen in TV-Produktionen berücksichtigt.
Seit 2002 wird auch ein New Faces Award für den besten Debütfilm eines Regisseurs vergeben. Ferner werden sporadisch Sonderpreise vergeben.

### Beste Nachwuchsschauspieler
| Jahr | Preisträger | Nominierungen |  |
| 1999 | Cosma Shiva Hagen – Sweet Little Sixteen 2. Platz: August Diehl – 23 – Nichts ist so wie es scheint 3. Platz: Lea Mornar – Liebe deine Nächste! | Max Felder – Pünktchen und Anton Julia Filimonow – Fette Welt Elea Geissler – Pünktchen und Anton Karina Krawczyk – Der Eisbär Mehmet Kurtuluş – Kurz und schmerzlos Janina Sachau – Requiem für eine romantische Frau Tobias Schenke – Das merkwürdige Verhalten geschlechtsreifer Großstädter zur Paarungszeit |  |
| 2000 | Florian Lukas – Absolute Giganten 2. Platz: Anna Loos – Anatomie 3. Platz: Roman Knižka – Schlaraffenland                                       | Ken Duken – Schlaraffenland Simone Hanselmann – Flashback – Mörderische Ferien Marc Hosemann – Long Hello & Short Goodbye Valerie Niehaus – Flashback – Mörderische Ferien Mina Tander – Harte Jungs Nadja Uhl – Schnee in der Neujahrsnacht Teresa Weißbach – Sonnenallee                                       |  |
| 2001 | (nicht vergeben) | (nicht vergeben) |  |
| 2002 | Jessica Schwarz – Nichts bereuen | Sonsee Ahray Floethmann – 666 – Traue keinem, mit dem du schläfst! Jana Pallaske – Engel & Joe Franziska Petri – Leo und Claire Gruschenka Stevens – Mondscheintarif |  |
| 2002 | Daniel Brühl – Nichts bereuen, Vaya con Dios und Das weiße Rauschen                                                                             | Sebastian Blomberg – Was tun, wenn’s brennt? Axel Stein – Feuer, Eis & Dosenbier und Knallharte Jungs Luca Verhoeven – 100 Pro Antonio Wannek – Wie Feuer und Flamme |  |
| 2003 | Bettina Zimmermann – Erkan & Stefan gegen die Mächte der Finsternis                                                                             | Anna Maria Mühe – Große Mädchen weinen nicht Sophie Rogall – Fickende Fische Laura Tonke – Baader und Pigs Will Fly Nora Tschirner – Soloalbum |  |
| 2003 | Matthias Schweighöfer – Soloalbum | Hauke Diekamp – Das fliegende Klassenzimmer Barnaby Metschurat – Anatomie 2 und Solino Tino Mewes – Fickende Fische Tim Williams – Suche impotenten Mann fürs Leben |  |
| 2004 | Sibel Kekilli – Gegen die Wand | Alice Dwyer – Baby Franziska Jünger – Kroko Henriette Richter-Röhl – Autobahnraser Johanna Wokalek – Hierankl |  |
| 2004 | Sascha Göpel – Das Wunder von Bern | Fabian Busch – liegen lernen Wotan Wilke Möhring – Eierdiebe David Rott – Ganz und gar Christian Ulmen – Herr Lehmann |  |
| 2005 | Marie-Luise Schramm – Bin ich sexy? | Julia Jentsch – Sophie Scholl – Die letzten Tage und Die fetten Jahre sind vorbei Maria Kwiatkowsky – En Garde Lisa Maria Potthoff – Die Bluthochzeit Lavinia Wilson – Tatort: Stirb und werde |  |
| 2005 | Fabian Hinrichs – Sophie Scholl – Die letzten Tage                                                                                              | Stipe Erceg – Die fetten Jahre sind vorbei Denis Moschitto – Kebab Connection Max Riemelt – Napola – Elite für den Führer Tom Schilling – Egoshooter und Napola – Elite für den Führer |  |
| 2006 | Paula Kalenberg – Die Wolke | Anna Brüggemann – Neun Szenen Anna Fischer – liebeskind Julia Hummer – Gespenster Katharina Schüttler – Wahrheit oder Pflicht |  |
| 2006 | Franz Dinda – Die Wolke | Kim Frank – NVA David Kross – Knallhart Arne Lenk – Vorsicht Schwiegermutter! Ronald Zehrfeld – Der Rote Kakadu |  |
| 2007 | Hannah Herzsprung – Vier Minuten | Natalia Avelon – Das wilde Leben Karoline Herfurth – Eine andere Liga, Deutschmänner und Das Parfum |  |
| 2007 | Kostja Ullmann – Verfolgt | Franz-Xaver Brückner – Wer früher stirbt ist länger tot Constantin von Jascheroff – Falscher Bekenner, Die Familienanwältin und Küss mich, Genosse! |  |
| 2008 | Janina Stopper – Tatort: Kleine Herzen | Alwara Höfels – Keinohrhasen Rosalie Thomass – Beste Zeit und Beste Gegend |  |
| 2008 | Jimi Blue Ochsenknecht – Die Wilden Kerle 5 | Josef Mattes – Die Helden aus der Nachbarschaft Ludwig Trepte – 1. Mai – Helden bei der Arbeit |  |
| 2009 | Nora von Waldstätten – Tatort: Herz aus Eis | Katharina Derr – Beautiful Bitch Alina Levshin – Rosa Roth: Das Mädchen aus Sumy |  |
| 2009 | Florian Bartholomäi – Bloch: Schattenkind und Tatort: Herz aus Eis                                                                              | Sergej Moya – Kronos. Ende und Anfang Emil Reinke – Der Amokläufer – Aus Spiel wird Ernst |  |
| 2010 | Leonie Benesch – Das weiße Band – Eine deutsche Kindergeschichte                                                                                | Emilia Schüle – Rock It! Constanze Wächter – Frühlings Erwachen |  |
| 2010 | Cecil von Renner – Dorfpunks | Daniel Axt – Rock It! Jeremias Koschorz – Tatort: Tod auf dem Rhein |  |
| 2011 | Miriam Stein – Goethe! | Sarah Horváth – Songs of Love and Hate Matilda Merkel – Tatort: Spargelzeit |  |
| 2011 | Theo Trebs – Der ganz große Traum und Rammbock                                                                                                  | Vladimir Burlakov – Im Angesicht des Verbrechens, Schurkenstück und Marco W. Ben Unterkofler – Tatort: Schmale Schultern |  |
| 2012 | Jasna Fritzi Bauer – Ein Tick anders | Isolda Dychauk – Borgia Liv Lisa Fries – Sie hat es verdient |  |
| 2012 | Jonas Nay – Homevideo | Max Hegewald – Der Mauerschütze Jannik Schümann – Homevideo |  |
| 2013 | Maria Ehrich – Das Adlon. Eine Familiensaga | Anke Retzlaff – Puppe Saskia Rosendahl – Lore |  |
| 2013 | Sabin Tambrea – Ludwig II. | Marian Kindermann – Das Hochzeitsvideo Albrecht Abraham Schuch – Die Vermessung der Welt |  |
| 2014 | Alicia von Rittberg – Die Hebamme | Elisa Schlott – Das Wochenende Helen Woigk – Das Leben ist nichts für Feiglinge |  |
| 2014 | Samuel Schneider – Exit Marrakech | Jannis Niewöhner – Rubinrot Leonard Scheicher – Quellen des Lebens und Finsterworld |  |
| 2015 | Victoria Schulz – Von jetzt an kein Zurück und Dora oder die sexuellen Neurosen unserer Eltern                                                  | Mala Emde – Meine Tochter Anne Frank Anna Lena Klenke – Tatort: Das verkaufte Lächeln |  |
| 2015 | Dennis Mojen – Tatort: Der Himmel ist ein Platz auf Erden                                                                                       | Yasin El Harrouk – Tatort: Der Wüstensohn Merlin Rose – Doktorspiele und Als wir träumten |  |
| 2016 | Lea van Acken – Das Tagebuch der Anne Frank | Amila Bagriacik – Die Opfer – Vergesst mich nicht Gro Swantje Kohlhof – Tatort: Rebecca |  |
| 2016 | Lucas Reiber – Die Mutter des Mörders | Maximilian Meyer-Bretschneider – Mängelexemplar Mehmet Sözer – Das Wetter in geschlossenen Räumen |  |
| 2017 | Ella Rumpf – Tiger Girl | Svenja Jung – Fucking Berlin, Ostfriesenkiller, Die Mitte der Welt Lena Urzendowsky – Das weiße Kaninchen |  |
| 2017 | Noah Saavedra – Egon Schiele: Tod und Mädchen                                                                                                   | Moritz Jahn – Offline – Das Leben ist kein Bonuslevel Nama Traore – Der Andere – Eine Familiengeschichte |  |
| 2018 | Lisa Vicari – Luna | Tijan Marei – Ellas Baby Johanna Ingelfinger – Das Verschwinden |  |
| 2018 | Jonathan Berlin – Die Freibadclique | Emilio Sakraya – Rock My Heart Samy Abdel Fattah – Ich gehöre ihm |  |
| 2019 | Luna Wedler – Das schönste Mädchen der Welt | Valerie Stoll – Wo kein Schatten fällt Meira Durand – Tatort: Für immer und dich |  |
| 2019 | Aaron Hilmer – Das schönste Mädchen der Welt | Thomas Prenn – Tatort: Damian Simon Morzé – Der Trafikant |  |
| 2020 | Jana McKinnon – Wach | Emily Kusche – Das perfekte Geheimnis Luisa-Céline Gaffron – Tatort: Monster und Persischstunden |  |
| 2020 | Ludwig Simon – Wir sind die Welle | Lukas von Horbatschewsky – Druck und SOKO Leipzig – Schmetterlingstage, Monstertage Maximilian Mundt – How to Sell Drugs Online (Fast) |  |
| 2021 | Soma Pysall – Para – Wir sind King | Franziska von Harsdorf – Der Alte – Verspottung Lea Zoë Voss – Liebe. Jetzt! |  |
| 2021 | Bruno Alexander – Wir Kinder vom Bahnhof Zoo | Emil von Schönfels Mekyas Mulugeta – Räuberhände |  |
| 2022 | Lea Drinda – Becoming Charlie | Naemi Florez – Das Haus der Träume Lia von Blarer – Eldorado KaDeWe |  |
| 2022 | Milan Herms – AEIOU – Das schnelle Alphabet der Liebe                                                                                           | Bless Amada – Kitz Jonas Holdenrieder – Rumspringa |  |
| 2023 | Bayan Layla – Elaha | Dilara Aylin Ziem – Hübsches Gesicht Marlene Burow – Irgendwann werden wir uns alles erzählen |  |
| 2023 | Levy Rico Arcos – Sonne und Beton | Valentin Oppermann – Safe Xidir Koder Alian – Asbest |  |
| 2024 | Katharina Stark – Deutsches Haus | Mina-Giselle Rüffer – Was wir fürchten Maja Bons – Everyone is f*cking crazy |  |
| 2024 | Zethphan Smith-Gneist – Zeit Verbrechen: Deine Brüder                                                                                           | Julius Gause – Oderbruch Florian Geißelmann – Wer wir sind |  |
| 2025 | Enzo Brumm – Viktor bringt’s | Mido Kotaini Samuel Benito |  |
| 2025 | Dana Herfurth – Small Town Girl | Sira-Anna Faal Lydia Amasko |  |

### Bester Debütfilm

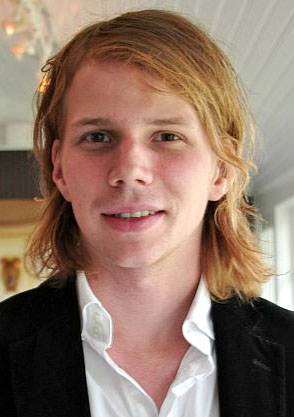
Tim Fehlbaum, 2012 ausgezeichnet für den besten Debütfilm

| Jahr | Preisträger                                              | Nominierungen |
| 2002 | Hannes Stöhr – Berlin is in Germany                      | Benjamin Quabeck – Nichts bereuen Robert Schwentke – Tattoo Simon Verhoeven – 100 Pro Hans Weingartner – Das weiße Rauschen                     |
| 2003 | Chris Kraus – Scherbentanz                               | Maria von Heland – Große Mädchen weinen nicht Nicolette Krebitz – Jeans Anne Wild – Mein erstes Wunder Sven Taddicken – Mein Bruder der Vampir  |
| 2004 | Achim von Borries – Was nützt die Liebe in Gedanken      | Joachim Masannek – Die Wilden Kerle Marcus Mittermeier – Muxmäuschenstill Hans Steinbichler – Hierankl Philipp Stölzl – Baby                    |
| 2005 | Marco Kreuzpaintner – Sommersturm                        | Christian Becker und Oliver Schwabe – Egoshooter Annette Ernst – Kiss and Run Franziska Meletzky – Nachbarinnen Florian Schwarz – Katze im Sack |
| 2006 | Florian Henckel von Donnersmarck – Das Leben der Anderen | Catharina Deus – Die Boxerin Thomas Durchschlag – Allein Lars Jessen – Am Tag als Bobby Ewing starb Cyril Tuschi – SommerHundeSöhne             |
| 2007 | Marcus H. Rosenmüller – Wer früher stirbt ist länger tot | Achim Bornhak – Das wilde Leben Cyrill Boss und Philipp Stennert – Neues vom WiXXer                                                             |
| 2008 | Mike Marzuk – Weißt was geil wär…?!                      | Jan Bonny – Gegenüber Ann-Kristin Reyels – Jagdhunde                                                                                            |
| 2009 | Christian Schwochow – Novemberkind                       | Jan Hinrik Drevs – Underdogs Tom Schreiber – Dr. Alemán                                                                                         |
| 2010 | Feo Aladağ – Die Fremde                                  | Maximilian Erlenwein – Schwerkraft Burhan Qurbani – Shahada                                                                                     |
| 2011 | Philip Koch – Picco                                      | Sophie Heldman – Satte Farben vor Schwarz Philipp J. Pamer – Bergblut                                                                           |
| 2012 | Tim Fehlbaum – Hell                                      | David Wnendt – Kriegerin Özgür Yıldırım – Blutzbrüdaz                                                                                           |
| 2013 | Jan-Ole Gerster – Oh Boy                                 | Pola Beck – Am Himmel der Tag Hanna Doose – Staub auf unseren Herzen                                                                            |
| 2014 | David Dietl – König von Deutschland                      | Frauke Finsterwalder – Finsterworld Aron Lehmann – Kohlhaas oder die Verhältnismäßigkeit der Mittel                                             |
| 2015 | Rick Ostermann – Wolfskinder                             | Christian Bach – Hirngespinster Isabell Suba – Männer zeigen Filme & Frauen ihre Brüste                                                         |
| 2016 | Theresa von Eltz – 4 Könige                              | Paul Florian Müller – Sex & Crime Ismail Sahin, Oona Devi Liebich – Nicht schon wieder Rudi!                                                    |
| 2017 | Jakob M. Erwa – Die Mitte der Welt                       | Anne Zohra Berrached – 24 Wochen Sebastian Stern – Der Hund begraben                                                                            |
| 2018 | Mia Spengler – Back for Good                             | Helena Hufnagel – Einmal bitte alles Tini Tüllmann – Freddy/Eddy                                                                                |
| 2019 | Alireza Golafshan – Die Goldfische                       | Kim Frank – Wach David Nawrath – Atlas |
| 2020 | Nora Fingscheidt – Systemsprenger                        | Tim Dünschede – Limbo Martin Busker – Zoros Solo Murat Ünal – Hollywoodtürke                                                                    |
| 2021 | Florian Dietrich – Toubab                                | Sarah Blaßkiewitz – Ivie wie Ivie Benjamin Gutsche – All You Need                                                                               |
| 2022 | Sophie Linnenbaum – The Ordinaries                       | Kurdwin Ayub – Sonne Pascal Schröder – The Social Experiment                                                                                    |
| 2023 | Milena Aboyan – Elaha                                    | Clara Zoë My-Linh von Arnim – Feelings Antonia Leyla Schmidt – Hübsches Gesicht                                                                 |
| 2024 | Anna Roller – Dead Girls Dancing                         | Hanna Seidel – BOOM – Eine Band, 1000 Probleme Merle Grimme – Clashing Differences                                                              |
| 2025 | Bernhard Wenger – Pfau – Bin ich echt?                   | Lilli Tautfest und Melanie Waelde – Bad Influencer Leon Kluth – Baba Kush                                                                       |

### Sonderpreise
- 1999: Katja Flint und Heino Ferch – Marlene („Aufregendstes Liebespaar“)
- 2007: Markus Krojer – Wer früher stirbt ist länger tot („Überraschungspreis“)
- 2008: Christian Becker, Nina Maag und Anita Schneider – Die Welle
- 2009: Vivian Naefe, Uschi Reich und Peter Zenk – Die Wilden Hühner, Die Wilden Hühner und die Liebe und Die Wilden Hühner und das Leben
- 2011: Emma Schweiger – Kokowääh
- 2012: Valeria Eisenbart – Wickie auf großer Fahrt und Fünf Freunde, Lisa Vicari – Hell, Louis Hofmann und Leon Seidel – Tom Sawyer
- 2015: Lisa-Marie Koroll und Lina Larissa Strahl (Bibi & Tina, Bibi & Tina: Voll verhext!)
- 2016: Der Club der roten Bänder
- 2017: Tschick[16]
- 2018: Lars Kraume für Das schweigende Klassenzimmer[18]
- 2019: Julius Weckauf für Der Junge muss an die frische Luft[21]
- 2020: Helena Zengel für Systemsprenger[23]
- 2021: Instagram-Projekt @ichbinsophiescholl von SWR und BR[24]
- 2023: Felix Kammerer für Im Westen nichts Neues[37]; Disruptive Mind by glo: Ebru Düzgün alias Ebow[34]
- 2024: Cindy Klink in der Kategorie Disruptive Mind by glo.[29]
- 2025: Tua El-Fawwal in der Kategorie Disruptive Mind by glo

## New Faces Award Style
Ein Förderpreis für Mode wurde unter dem Titel New Faces Award Fashion erstmals im Februar 2000 im Düsseldorfer Capitol Theater vergeben. Seit 2002 findet die Preisverleihung auf der von Igedo ausgerichteten Düsseldorfer Modemesse Collection Première Düsseldorf (kurz CPD) statt. Von einer Expertenjury ausgezeichnet werden selbstständige Nachwuchsdesigner, die an Entwürfen für ihr eigenes Label arbeiten. Je zweimal erfolgreich war der Designer Sascha Gaugel (2004 und 2007).
2010 folgten Preise für Mode-Accessoires und das beste deutsche Mode-Label im Ausland. 2011 wurde in Zusammenarbeit mit der Schuhhandelskette Reno eine Auszeichnung für das „Beste Schuh-Design“ initiiert. Der Sieger erhielt ein Preisgeld von 5.000 Euro, während sein Entwurf in Produktion ging und in den Filialen des Unternehmens verkauft wurde.
Seit einigen Jahren wird der New Faces Award Style in drei Kategorien vergeben. 2023 lauteten die Bezeichnungen „Young Fashion Designer“, „Social Style Hero“ und „Young Style Icon“. Die Auszeichnung in der Kategorie „Young Style Icon“ vergibt die Zeitschrift „Bunte“ selbst. Die anderen zwei Kategorien werden durch die Zeitschrift in einer Vorauswahl mit je drei Nominierten besetzt. Die abschließende Bewertung trifft eine Fachjury. Sie besteht aus ehemaligen Gewinnern sowie aus bekannten Experten für Fashion und Style. Seit 2022 hat das Publikum durch ein Laienvoting Einfluss auf das Endergebnis.
| Jahr | Preisträger                                                                                          | Nominierungen |
| 2000 | Christoph Broich                                                                                     | Sonja Kiefer Marion Kleinert Lola Paltinger Petra Reinhardt Anett Röstel Christina Schulte Sabine Schumacher Silke Wagler Dörthe Wirth |
| 2001 | Preis nicht vergeben                                                                                 | Preis nicht vergeben |
| 2002 | Ingken Benesch Kai Dünhölter                                                                         | Susanne Bommer Anja Gockel Mari Otberg Darja Richter                                                                                   |
| 2003 | Blutsgeschwister (Christina Haneberg und Karin Ziegler)                                              | Isabel Armbruster Ayzit Bostan Anna Fuchs Zwei Körper (Achim Sauber und Michael Kauper)                                                |
| 2004 | Tulpen.Design (Sascha Gaugel und Manuel Kirchner)                                                    | Kaviar Gauche hartbo+L'wig Smeilinener                                                                                                 |
| 2005 | José Bénédí                                                                                          | Stephan Bolz Constanze G. Gonzalez und Andreas Scherer Heiress (Andreas Riedler und Patrick Ascher) Carola Putensen                    |
| 2006 | Apollonville (Alexander Krüger)                                                                      | ANTEOS (Lisa Winkel) BRD (Björn Lüdtke) Rafael Gomes Antonia Zander                                                                    |
| 2007 | Hausach Couture (Sascha Gaugel)                                                                      | MARCUSMATTES. (Marcus Mattes) mongrels in common (Livia Ximénez-Carrillo und Christine Pluess)                                         |
| 2008 | Philipp Plein                                                                                        | Stefan Eckert Marcel Ostertag |
| 2009 | Frida Weyer                                                                                          | Nil & Mon (Lin Beeser) Ester Perbrandt                                                                                                 |
| 2010 | Bestes Fashion Label: Arrondissement Aq1 (Christina Arend)                                           | Annette Kölling (Annette Kölling) LIEBIG (Sandra Liermann und Olivia Pflugfelder)                                                      |
| 2010 | Bestes Accessoires Label: Akkesoir (Akke Visschers)                                                  | FREUND (Alexandra Freund) Yulyaffairs (Yuliya Hildebrand)                                                                              |
| 2010 | Bestes deutsches Label im Ausland: The German Fräuleins, New York (Angelika Kammann und Alexa Meyer) | |
| 2011 | Bestes Fashion Label: Perret Schaad (Johanna Perret und Tutia Schaad)                                | Amélie Jaeger Goldknopf Couture (Thomas Lempertz und Friedemann Vogel)                                                                 |
| 2011 | Bestes Accessoires Label: Alina Schuerfeld                                                           | Capulet (Nina Theresa Heyd) Vanessa Baroni                                                                                             |
| 2011 | Bestes deutsches Label im Ausland: Felder Felder, London (Daniela und Anette Felder)                 | |
| 2011 | Bestes Schuh-Design: Simon Barth                                                                     | |
| 2012 | Bestes Fashion Label: Dietrich Emter (Dietrich Emter)                                                | Blame (Sarah Büren und Sonja Hodzode) Thu Thu (Thuy Duong Nguyen)                                                                      |
| 2012 | Bestes Accessoires Label: Glowybox (Franziska Fischer)                                               | Desiree Lai (Sandra Lai und Desiree König) Rita in Palma (Ann-Kathrin Carstensen)                                                      |
| 2012 | Bestes deutsches Label im Ausland: Happycoat, London (Tilla Lindig)                                  | |
| 2012 | Bestes Schuh-Design: Bentje Graumann                                                                 | |
| 2013 | Bestes Fashion Label: Achtland (Oliver Lühr und Thomas Bentz)                                        | Bibi Bachtadze (Anna Schäfer), Vonschwanenflügelpupke (Eleonore von Schwanenflügel, Stephanie Pupke)                                   |
| 2013 | Bestes Accessoires Label: Tom Zauke                                                                  | Nicole BauerIna Beissner |
| 2013 | Bestes Schuh-Design: Joachim van Kann                                                                | |
| 2014 | Bestes Fashion Label: Isabell de Hillerin                                                            | Benu Berlin (Karen Jessen, Anna Bach, Luis C. Zuniga)Tim Labenda                                                                       |
| 2014 | Bestes Accessoires Label: Katrin Langer                                                              | Shohoes (Matthias Scho)Namami (Nadja Marcela König, Johannes König)                                                                    |
| 2014 | Bestes Schuh-Design: Johannes Peetz                                                                  | Lena Heiler Carsten Heller |
| 2015 | Bestes Fashion Label: Galvan (Anna Christin Haas, Carolyn Hodler, Katherine Holmgren, Sola Harrison) | William FanMarina Hoermanseder |
| 2015 | Bestes Accessoires Label: Stiebich & Rieth (Detlef Stiebich, Julia Rieth)                            | Patrick GallasVerena Bennett (Verena Eifler, Bennett Springer)                                                                         |
| 2015 | Bunte New Faces Award Digital: Caroline Daur                                                         | |
| 2016 | Young Fashion Designer: Nobieh Talaei                                                                | Young Fashion Designer: Nobieh Talaei                                                                                                  |
| 2016 | Style Influencer: Stefanie Giesinger                                                                 | |
| 2016 | Young Style Icon: Jella Haase                                                                        | |
| 2017 | Young Fashion Designer: Anna Heinrich (Modelabel „Horror Vacui“)                                     | Young Fashion Designer: Anna Heinrich (Modelabel „Horror Vacui“)                                                                       |
| 2017 | Influencer of the Year: Lisa und Lena                                                                | |
| 2017 | Style Icon: Lea van Acken                                                                            | |
| 2018 | Young Fashion Designer: Lilly Ingenhoven                                                             | Young Fashion Designer: Lilly Ingenhoven                                                                                               |
| 2018 | Style Influencer: Nina Schwichtenberg                                                                | |
| 2018 | Style Icon: Ruby O. Fee                                                                              | |
| 2019 | Young Fashion Designer: Julia Leifert                                                                | Natascha von Hirschhausen Hanna Fiedler                                                                                                |
| 2019 | Style Influencer: Swantje Sömmer                                                                     | Laura Noltemeyer Victoria Nasir |
| 2019 | Style Icon: Luise Befort                                                                             | |
| 2020 | Young Fashion Designer: Helene Galwas                                                                | Halima Jarrodi Julia Ickert |
| 2020 | Social Style Hero: Louisa Dellert                                                                    | Nic Kaufmann Verena Prechtl |
| 2020 | Young Style Icon: Jeanne Goursaud                                                                    | |
| 2021 | Young Fashion Designer: Isabel Appels                                                                | Martina Offeh Nils Neubauer und Michael Pfeifer                                                                                        |
| 2021 | Watch Me: Tim Hendrik Walter                                                                         | Nono Konopka Charlotte Kuhrt |
| 2021 | Young Style Icon: Gina Stiebitz                                                                      | |
| 2022 | Young Fashion Designer: Sophie Louise Claussen                                                       | Aphrodite Popis Claudia Bothe |
| 2022 | Social Style Hero: Britta Kiwit                                                                      | Avi Jakobs Valentina Vapaux |
| 2022 | Young Style Icon: Désiré Quadjo Mia                                                                  | |
| 2023 | Young Fashion Designer: Teresa Klamert und Lea Hustin (Lésaya)                                       | Julied Estelle und Janita Berlin (Suitition) Andrea Harisch und Angelika Paschbeck (an an londree)                                     |
| 2023 | Social Style Hero: Tarik Tesfu                                                                       | Estefania Elisa Marie Nasemann und Sebastian Tigges                                                                                    |
| 2023 | Young Style Icon: Milena Tscharntke                                                                  | |
| 2023 | Disruptive Mind by glo: Sophia Stolz                                                                 | |

## New Faces Award Music
Der „New Faces Award Music“ wurde erstmals im März 1999, in zeitlicher Nähe zur renommierten Echoverleihung, in der alten Dressurhalle im Hamburger Tierpark Hagenbeck vor 1500 Gästen abgehalten. Eine elfköpfige Jury wählte den Gewinner aus zehn Nominierten aus, bei dem nicht auf wirtschaftlichen Erfolg, sondern auf talentierte Nachwuchskünstler gesetzt wurde, die den „Mut zu ungewöhnlicher Kreativität“ haben sollten. Bei der zweiten Verleihung wurde der Preis gemeinsam mit Werner Hay, dem damaligen Vorsitzenden der Deutschen Phono-Akademie, vergeben.
Nachdem der Preis von 2001 bis 2002 nicht vergeben wurde, entschieden jeweils 2003 und 2004 die Leser von Bunte über die Vergabe in den Kategorien Solosänger und Band. Die Auszeichnung wurde in Düsseldorf im Rahmen der „New Faces Night“ gemeinsam mit dem Modepreis vergeben.
Seit 2018 wird der Preis wieder vergeben. Ausgezeichnet wird dabei ein musikalisches Nachwuchstalent. Die Bunte-Redaktion nominiert zunächst aus unterschiedlichen Genres drei Musiker. Die finale Bewertung nimmt eine Fachjury vor, bestehend aus früheren Gewinnern des New Faces Award und bekannten Musikern. Laien können über ein Voting Einfluss auf die Vergabe des Awards nehmen.
| Jahr       | Preisträger                                                            | Nominierungen |
| 1999       | Cleopatra 2. Platz: Marshall & Alexander 3. Platz: Sasha               | (Auswahl) Basis Bell Book & Candle Liquido Xavier Naidoo                                                                        |
| 2000       | Simon Collins (All Of Who You Are) 2. Platz: Echt 3. Platz: Lou Bega   | Erkan Aki ATB Laurent Daniels Laura Rollergirl Schiller Christian Wunderlich                                                    |
| 2001– 2002 | Preis nicht vergeben                                                   | Preis nicht vergeben |
| 2003       | Beliebtester Solokünstler: Daniel Küblböck                             | Yvonne Catterfeld Joachim Deutschland Kool Savas Rolf Stahlhofen                                                                |
| 2003       | Beliebteste Band: Beatbetrieb                                          | Deutschland sucht den Superstar Groove Coverage Samajona Trüby Trio                                                             |
| 2004       | Beliebtester Solokünstler: Patrick Nuo (5 Days)                        | Eko Fresh (Ich bin jung und brauche das Geld) Jelena Jakopin (True) Martin Kesici (Angel of Berlin) Melbeatz (Rapper’s Delight) |
| 2004       | Beliebteste Band: Silbermond (Durch die Nacht)                         | Juli (Perfekte Welle) Kid Alex (Young Love Topless) Overground (Aus und vorbei) Virginia Jetzt! (Mein Sein)                     |
| 2005– 2017 | Preis nicht vergeben                                                   | Preis nicht vergeben |
| 2018       | Music: Nessi Social: Kiddo Kat                                         | |
| 2019       | Ilira                                                                  | Lotte Malik Harris Matija Kuult                                                                                                 |
| 2020       | Zoe Wees                                                               | Noah Levi Badchieff |
| 2021       | Badmómzjay                                                             | Leony Wilhelmine |
| 2022       | Gewinnerin: Luna Sonderpreis Perfect Match: Esther Graf x Monet192     | Nina Chuba Lie Ning |
| 2023       | Gewinnerin: Eli Preiss Sonderpreis Disruptive Mind by glo: Kelvyn Colt | Becks Ritter Lean |

## Ehemalige Preise und Sonderpreise

### Fernsehen (1998–2002)
Nach der ersten Verleihung des New Faces Award für Fernsehmoderatoren fand 2002 in München separat eine weitere „New Faces Award“-Verleihung für Fernsehschaffende (Schauspieler und Moderatoren) statt. Seit Mitte der 2000er Jahre werden beim New Faces Award Film auch Leistungen von Fernsehdarstellern berücksichtigt.
| Jahr       | Preisträger | Nominierungen                |
| 1998       | Eve-Maren Büchner (Blitzlicht, Sat.1) 2. Platz: Hendrik Hey (Welt der Wunder, ProSieben) 3. Platz: Sabrina Staubitz (Die Dicksten Dinger, RTL 2) | sieben weitere Nominierungen |
| 1999– 2001 | Preisträger nicht bekannt | Preisträger nicht bekannt    |
| 2002       | Alexandra Maria Lara – Der Tunnel Tim Sander – Gute Zeiten, schlechte Zeiten Jessica Schwarz (Moderatorin, VIVA)                                 | nicht bekannt                |

### Ehemalige Sonderpreise

#### „The Face – Das aufregendste Gesicht des Jahres“

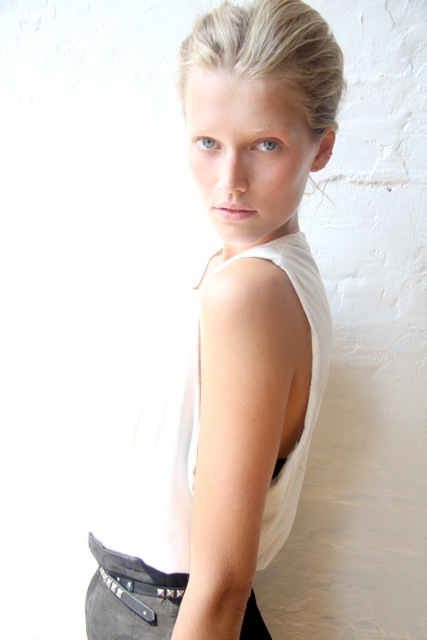
Toni Garrn, Finalistin des Jahres 2007, gelang der Sprung zum Topmodel

Zwischen 2005 und 2007 stimmten die Bunte-Leser in einer Publikumswahl über das beste Model („The Face – Das aufregendste Gesicht des Jahres“) ab. 2005 setzte sich die 21-jährige Hamburgerin Hartje Andresen gegen die ebenfalls aus Hamburg stammenden Charlott Codes (16), Sarah Honne (20), May Gil (17) und Corinna Drengk (20) durch. 2006 gewann die Wahl die 19-jährige Antonia Trettel gegen Franziska Rex (15), Sina Weichbrodt (19), Jana Flötotto (20) und Ulrike Theusner (22). Die letzte Wahl konnte die 19-jährige Isabel Neumair gegen Toni Garrn (15) und Franziska Frank (17) gewinnen.

#### „Trendsetter des Jahres“
2002 waren einmalig Kategorien für die Publikumswahl „Trendsetter des Jahres“ ausgelobt. Bei den Damen setzte sich Indira Weis, Sängerin der Band Bro’Sis gegen ihre Berufskollegin Yvonne Catterfeld, die Moderatorinnen Collien Fernandes und Milka Loff Fernandes sowie das Model Marcella Siegel durch. Bei den Herren gewann der Moderator Tobi Schlegl gegen den Sänger Ben, den Moderator Markus Schultze, den Regisseur und Produzenten Ben Tewaag sowie den Schauspieler Max von Thun.